# Herrmann Meyer (Verleger)
Herrmann M. Zadok Meyer, auch Hermann (hebräisch הרמן מ' צדוק מאייר; geboren 1. Februar 1901 in Berlin; gestorben 1972 in Jerusalem), war ein deutsch-israelischer Verleger, Antiquar und Buchhändler.

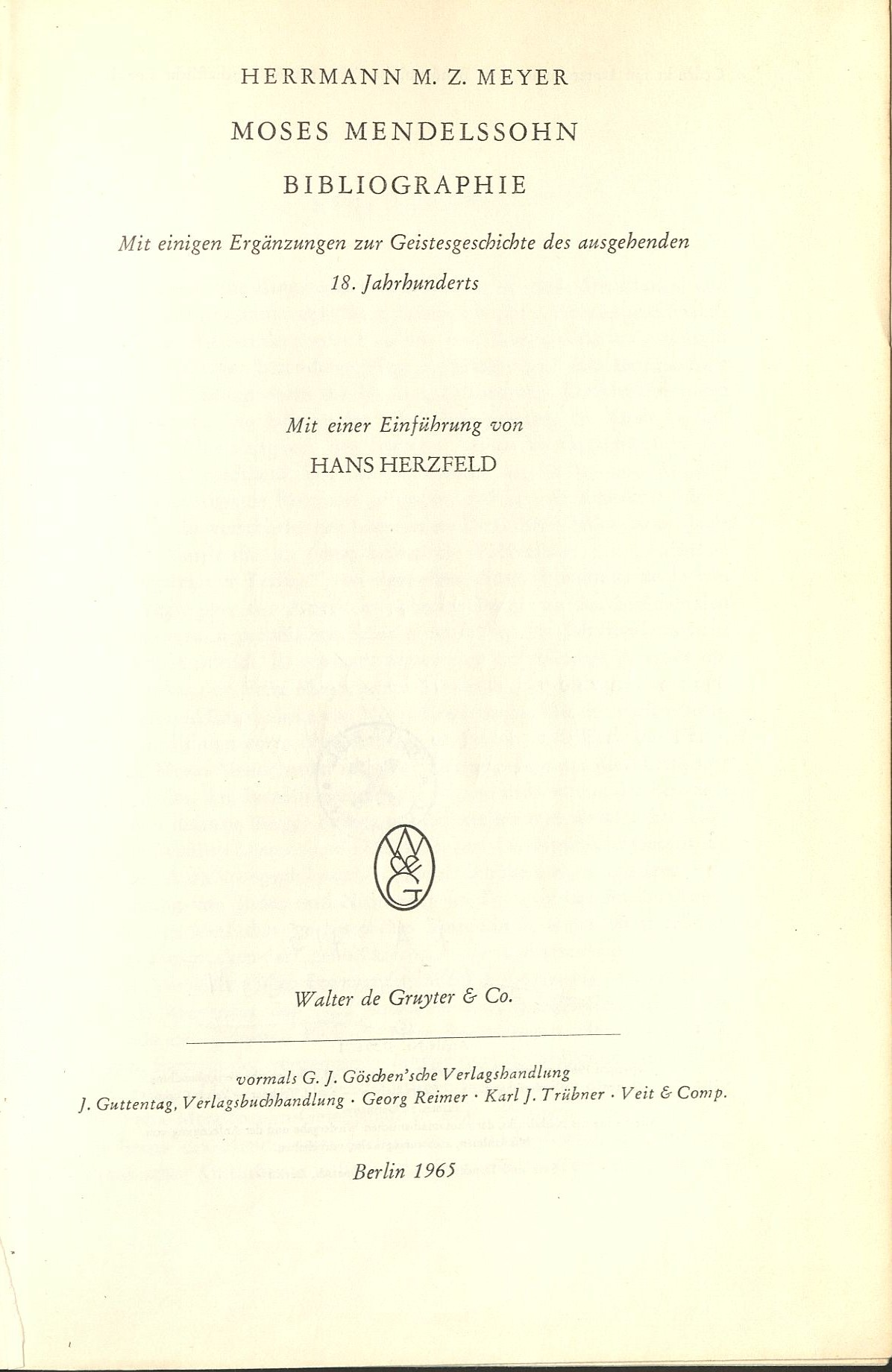
Moses-Mendelssohn-Bibliographie (1965)

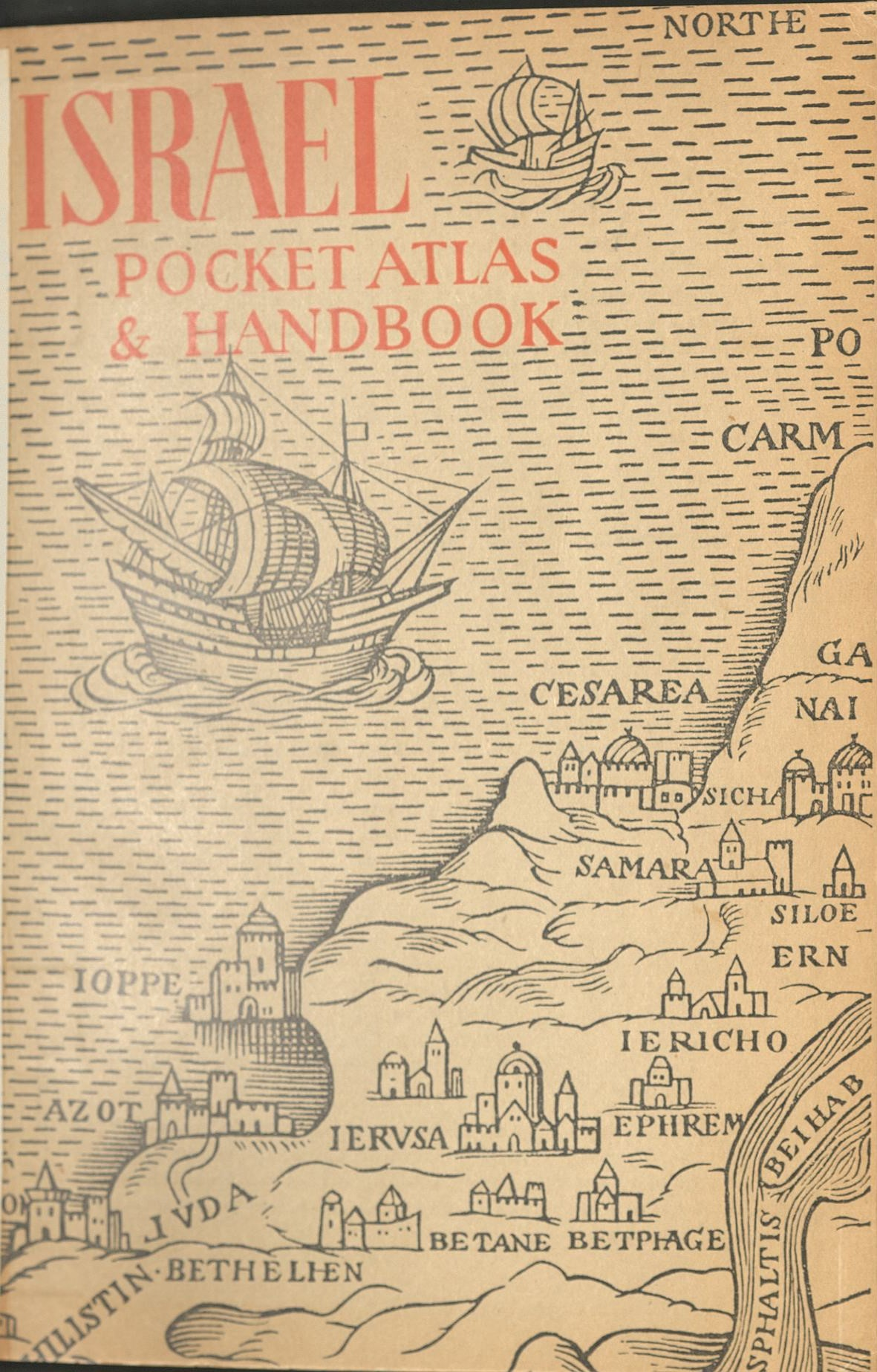
Herausgeber (1961)

## Leben
Herrmann M. Zadok Meyer war ein Sohn des Kaufmanns Albert Meyer und der Else Benjamin. Er besuchte das Gymnasium zum Grauen Kloster und schloss sich als Jugendlicher der zionistischen Jugendbewegung an. Meyer studierte Jura in Berlin, wurde promoviert und arbeitete als Rechtsanwalt. Er war Bibliophiler und war 1924 Initiator und Mitgründer der Soncino-Gesellschaft der Freunde des jüdischen Buches e. V. in Berlin, wurde ihr ehrenamtlicher Sekretär und war Herausgeber der Vereinszeitschrift Soncino-Blätter. Meyer gab für den Bibliophilenverein klassische jüdische Literatur in Deutsch und Hebräisch heraus.
Nach der Machtübergabe an die Nationalsozialisten 1933 erhielt Meyer als Anwalt ein Berufsverbot. Er floh im April 1934 mit seiner Frau Else Rosenkranz und der gemeinsamen Tochter nach Frankreich. Ihm gelang es, seine Büchersammlung mitzunehmen, die er nun gezwungen war, zu Teilen zu veräußern. Im Herbst 1935 emigrierte er mit seiner Familie nach Palästina und eröffnete mit 60 mitgebrachten Bücherkisten als Grundstock einen Antiquariatsbuchhandel. Meyer gründete den Verlag Universitas Booksellers in Jerusalem mit dem Spezialgebiet Kartographie und druckte alte Palästina-Landkarten nach. Meyer erarbeitete eine Bibliographie zu Moses Mendelssohn, die 1965 in Berlin bei De Gruyter erschien.

## Schriften (Auswahl)
- Bibliographia Genealogica Judaica: a brief introduction to the pedigrees and other sources of Jewish genealogy. Jerusalem 1942 (hbz Verbund-ID: HT009563135)
- Erets Yiśraʼel be-mapot ʻatiḳot
- Jerusalem: Porträt einer Stadt. Vergangenheit und Gegenwart. Eingeleitet und zusammengestellt von Herrmann M. Z. Meyer. Umschau Verlag, Frankfurt a. M. 1958 (auch englisch, London 1958)
- Israel: pocket atlas and handbook. Beiträge von Michael Avi-Yonah u. a. Herausgegeben von Herrmann M. Z. Meyer. Universitas-Booksellers, Jerusalem 1961
- Herrmann M. Z. Meyer: Moses-Mendelssohn-Bibliographie: mit einigen Ergänzungen zur Geistesgeschichte des ausgehenden 18. Jahrhunderts. Einführung Hans Herzfeld. De Gruyter, Berlin 1965
- Als Antiquar in Jerusalem. In: Börsenblatt für den Deutschen Buchhandel. Frankfurter Ausgabe 52 (30. Juni 1972), S. A 218–A 220